# Oscar Cox
Oscar Alfredo Sebastião Cox ou simplesmente Oscar Cox (Rio de Janeiro, 20 de janeiro de 1880 — Clermont-Ferrand, França, 6 de outubro de 1931), foi o principal fundador do Fluminense Football Club e seu primeiro presidente, de 21 de julho de 1902 a 15 de dezembro de 1903, tendo sido também jogador do clube em seus primeiros anos.

## Biografia
Oscar Cox era filho do vice-cônsul inglês George Emmanuel Cox e da carioca Minervina Dutra Cox, tendo Oscar nascido no Largo dos Leões, no bairro de Humaitá, na cidade do Rio de Janeiro, mas tendo a nacionalidade inglesa devido ao seu pai. Seu irmão, Edwin Horácio Cox, um exímio driblador, foi considerado o primeiro grande craque tricolor.
Seu pai, George Emmanuel Cox, foi um dos fundadores do Rio Cricket e Associação Atlética, clube da colônia inglesa em Niterói e também foi o segundo presidente deste clube (1898 - 1907), sendo uma importante influência para seus filhos com relação a atividades esportivas.

## Desenvolvimento do futebol do Rio de Janeiro
Chegando ao Brasil em 1897 vindo de Lausanne, na Suíça, onde cursara Humanidades no Colégio La Villa, Oscar Cox maturou por cinco anos sua ideia de formar um time de futebol, esporte quase desconhecido no Rio de Janeiro, embora pelejas isoladas anteriores sem grande repercussão para a organização deste esporte tenham sido realizadas na cidade, o esporte nesta época pelo qual os cariocas eram fascinados era o remo, praticado principalmente na Enseada de Botafogo, e havia alguns outros esportes terrestres que não o futebol.
Ao voltar de Londres em 1901, onde fora passear, Oscar trouxe mais bolas e uma novidade: a grande área, criada naquele ano.
Ainda em 1901, Oscar Cox organiza dois jogos entre cariocas e paulistas, em São Paulo, com resultados de 2 a 2 e 0 a 0, se comprometendo a estimular a criação de outros clubes quando voltasse ao Rio de Janeiro, o que redundaria posteriormente na fundação de vários clubes nesta cidade.

## Fundação do Fluminense

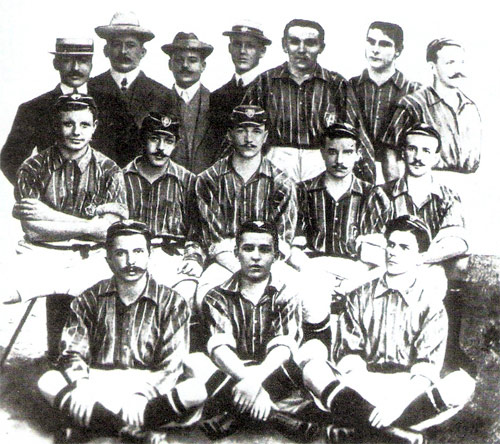
Time do Fluminense campeão do primeiro Campeonato Carioca em 1906.

Em 21 de julho de 1902, no Rio de Janeiro, era fundado o Fluminense Football Club. A reunião foi presidida por Manoel Rios e secretariada por Oscar Cox e Américo Couto (que foi também o primeiro goleiro tricolor). Por proposta de João Carlos de Mello e Virgílio Leite, Oscar foi aclamado primeiro presidente do clube, assumindo então os trabalhos e passando Manoel Rios para secretário.
Como jogador, Oscar Cox foi campeão carioca em 1906 e 1908 atuando em cinco partidas, tendo disputado ainda mais quatro partidas amistosas, em 1902 e 1903, não tendo disputado partidas em outros anos.
Partiu para Londres, em 1910, definitivamente, tendo recebido no seu embarque uma mensagem de despedida assinada por sócios do Fluminense. Essa mensagem foi encontrada em seus pertences após sua morte, junto ao seguinte texto, escrito por ele: "Cresswell. In case of my death, send to Mario Pollo, secretary of Fluminense F. C. Rio de Janeiro" ("Cresswell. No caso de minha morte, enviar a Mário Pollo, secretário do Fluminense F. C., Rio de Janeiro"). Sua vontade foi atendida.

## Morte e homenagens

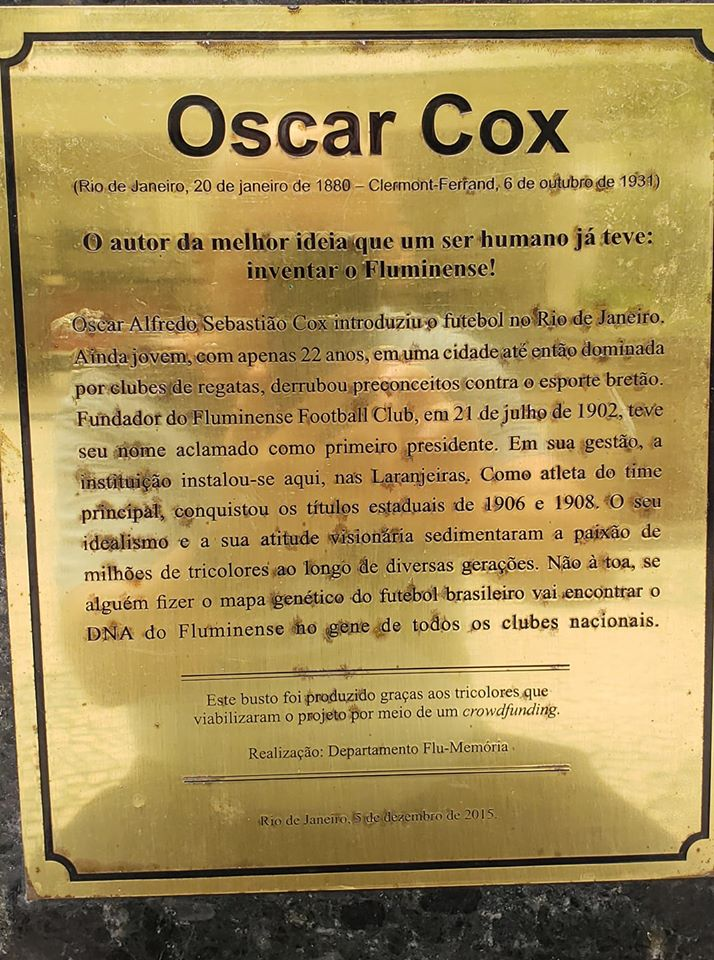
Placa em homenagem a Oscar Cox feita pelo Fluminense.

Por ocasião de seu falecimento o Fluminense decretou luto de oito dias, hasteou o pavilhão em funeral, apresentou condolências à família, transferiu as festas sociais que estavam marcadas para o dia 11 seguinte e mandou rezar missa no dia 14 na Igreja de São Francisco de Paula.
Após o seu falecimento, Oscar Cox teve seu corpo transladado para o Rio de Janeiro, sendo sepultado no Cemitério de São João Batista (Carneiro Perpétuo 2.068 - Quadra 38), no bairro de Botafogo, em 27 de outubro de 1931.
Em 21 de julho de 1952, nas comemorações do cinquentenário da fundação do Fluminense Football Club, no túmulo de Oscar Cox foi inaugurada uma placa de bronze com a inscrição: "Viver e não deixar uma instituição atrás de si não vale a pena viver. Oscar Cox dirigiu a fundação do Fluminense Football Club, que, no seu Cinquentenário, aqui grava sua gratidão e saudade". Uma homenagem do então presidente do clube, Fábio Carneiro de Mendonça.
A Câmara Municipal do Rio de Janeiro, aprovou no dia 4 de maio de 2017 o nome de Oscar Cox para batizar a rua que dá acesso ao Centro de Treinamento Carlos Castilho, anteriormente denominado Centro de Treinamento Pedro Antônio.

## Títulos
Fluminense
- Campeonato Carioca: 1906, 1907 (sem jogar) e 1908.